# Im Eschen
Koordinaten: 49° 53′ 38″ N, 7° 33′ 39″ O

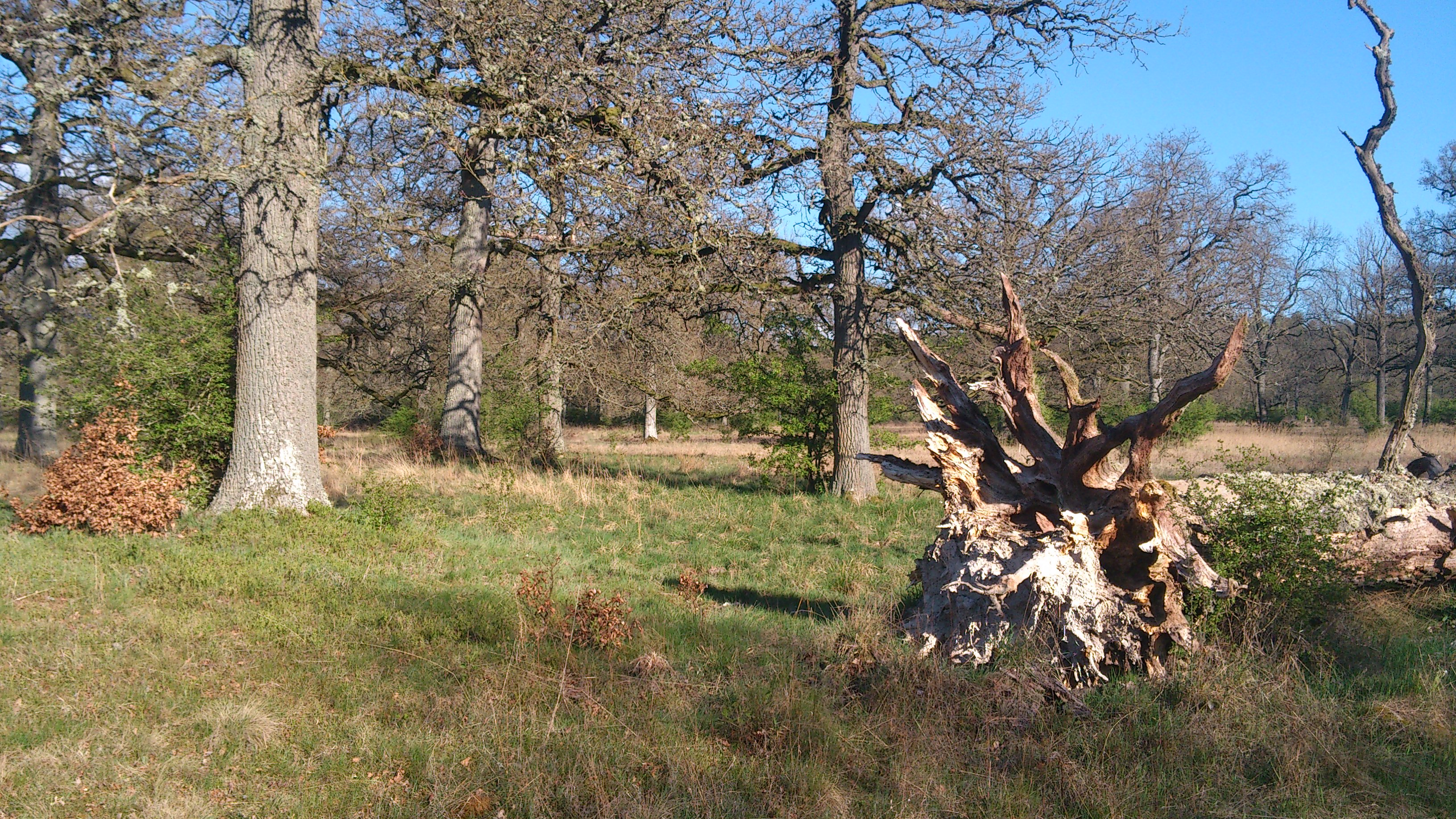
Naturschutzgebiet Im Eschen (April 2014)

Das Naturschutzgebiet Im Eschen liegt im Landkreis Bad Kreuznach in Rheinland-Pfalz.
Das 33 ha große Gebiet, das im Jahr 1984 unter Naturschutz gestellt wurde, erstreckt sich nördlich von Pferdsfeld. Südlich verläuft die Landesstraße L 229. Am nördlichen Rand des Gebietes fließt der Lametbach. Nordöstlich liegt das Naturschutzgebiet Landwiesen.
Schutzzweck ist die Erhaltung des Feuchtgebietes als Lebensraum seltener in ihrem Bestand bedrohter wildwachsender Pflanzen und Pflanzengesellschaften.